# FA Cup 2006/07

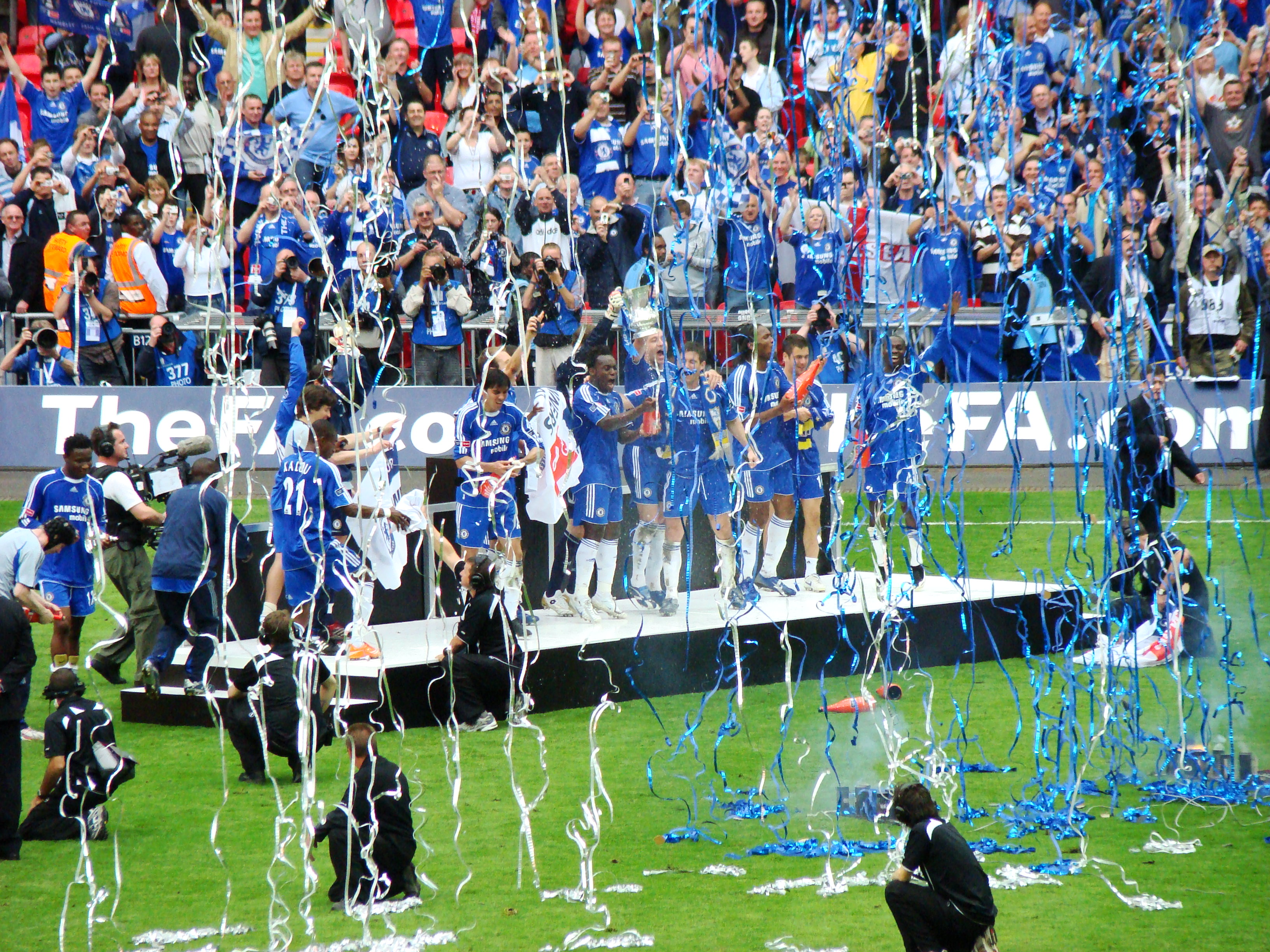
Chelsea viert het winnen van de FA Cup

De FA Cup 2006-2007 was de 126ste editie van de oudste bekercompetitie van de wereld, de Engelse FA Cup. Deze bekercompetitie is een toernooi voor voetbalclubs.
De competitie startte op 18 augustus 2006 met een record van 687 clubs in de extra voorronde en eindigde op 19 mei 2007 met de finale in het Wembley Stadium.
In de voorrondes werd bepaald welke non-League clubs (ploegen van buiten de hoogste vier afdelingen) in de eerste ronde mochten deelnemen. Deze eerste ronde vond plaats op 11 november.

## Kalender
| Ronde        | Weekend van...   | Clubs                                                                   |
| ------------ | ---------------- | ----------------------------------------------------------------------- |
| Eerste ronde | 11 november 2006 | 80 (Winnaars voorronde + ploegen uit League One en Two)                 |
| Tweede ronde | 2 december 2006  | 40                                                                      |
| Derde ronde  | 6 januari 2007   | 64 (winnaars tweede ronde + ploegen uit Premier League en Championship) |
| Vierde ronde | 27 januari 2007  | 32                                                                      |
| Vijfde ronde | 17 februari 2007 | 16                                                                      |
| Kwartfinale  | 10 maart 2007    | 8                                                                       |
| Halve finale | 14 april 2007    | 4                                                                       |
| Finale       | 19 mei 2007      | 2                                                                       |

De eerste vier rondes worden nog aangevuld

## Vijfde ronde
| Thuisploeg             | Bezoekers                 | Eindstand |
| ---------------------- | ------------------------- | --------- |
| Chelsea                | Norwich City (II)         | 4-0       |
| Watford                | Ipswich Town (II)         | 1-0       |
| Preston North End (II) | Manchester City           | 1-3       |
| Plymouth Argyle (II)   | Derby County (II)         | 2-0       |
| Manchester United      | Reading                   | 1-1       |
| Arsenal                | Blackburn Rovers          | 0-0       |
| Middlesbrough          | West Bromwich Albion (II) | 2-2       |
| Fulham                 | Tottenham Hotspur         | 0-4       |

### Replays
| Thuisploeg                | Bezoekers         | Eindstand     |
| ------------------------- | ----------------- | ------------- |
| Reading                   | Manchester United | 2-3           |
| Blackburn Rovers          | Arsenal           | 1-0           |
| West Bromwich Albion (II) | Middlesbrough     | 1-1 (pen 5-6) |

## Kwartfinale
| Thuisploeg           | Bezoekers         | Eindstand |
| -------------------- | ----------------- | --------- |
| Middlesbrough        | Manchester United | 2-2       |
| Chelsea              | Tottenham Hotspur | 3-3       |
| Blackburn Rovers     | Manchester City   | 2-0       |
| Plymouth Argyle (II) | Watford           | 0-1       |

### Replays
| Thuisploeg        | Bezoekers     | Eindstand |
| ----------------- | ------------- | --------- |
| Manchester United | Middlesbrough | 1-0       |
| Tottenham Hotspur | Chelsea       | 1-2       |

## Halve finale
De halve finales worden op neutraal terrein gespeeld.
| Wedstrijd                   | Eindstand | Stadion                  |
| --------------------------- | --------- | ------------------------ |
| Watford - Manchester United | 1-4       | Villa Park, Birmingham   |
| Chelsea - Blackburn Rovers  | 2-1 N.V   | Old Trafford, Manchester |

## Finale
|                               |                   |                    |         |                                                                            |
| 19 mei 2007 15:00 uur (UTC+0) | Manchester United | 0 – 1              | Chelsea | Wembley Stadium, Londen Toeschouwers: 89.826 Scheidsrechter: Steve Bennett |
| 19 mei 2007 15:00 uur (UTC+0) |                   | 116' Didier Drogba |         | Wembley Stadium, Londen Toeschouwers: 89.826 Scheidsrechter: Steve Bennett |